# Bank Millennium
Bank Millennium S.A. er en polsk forretningsbank med hovedkvarter i Warszawa. Den blev etableret i 1989 som Bank Inicjatyw Gospodarczych BIG SA. og ejes i dag af Millennium BCP.